# MediaInfo
MediaInfo è un programma gratuito, multipiattaforma e open source che visualizza informazioni tecniche sui file multimediali audio e video.

## Descrizione
MediaInfo può visualizzare informazioni tecniche e relativi tag dai formati audio e video più diffusi, come per esempio Matroska, WebM, AVI, FLAC, MP3, ecc., nonché dai formati meno conosciuti o emergenti.
Sui sistemi operativi Microsoft Windows e macOS il programma viene fornito di un'Interfaccia grafica per visualizzare le informazioni, mentre in alcuni programmi, come per esempio XMedia Recode, MediaCoder, eMule e K-Lite Codec Pack, viene usata la DLL MediaInfo.dll, così da integrare le informazioni nel programma stesso.

### Tipo di informazioni
Il programma può rivelare informazioni di tipo:
- generali: p.e. titolo, autore, regista, album, numero del brano, data, durata, ecc.;
- video: codec, proporzioni, framerate, bitrate, ecc.;
- audio: codec, frequenza di campionamento, canali, lingua, bitrate, ecc.;
- testo: lingua dei sottotitoli;
- capitoli: numero di capitoli, elenco di capitoli.[1]

La versione di MediaInfo 0.7.51 e successive può recuperare le informazioni del codec dai tag o facoltativamente, nel caso di tag fuorvianti o errati, elaborando il file.

## Sistemi operativi e licenza
MediaInfo supporta Microsoft Windows, macOS, Android, iOS (iPhone e iPad), Solaris e varie distribuzioni Linux e BSD.
Fino alla versione 0.7.62 la libreria MediaInfo era sotto licenza GNU Lesser General Public License, mentre GUI e CLI erano fornite secondo i termini della GNU General Public License; a partire dalla versione 0.7.63 il progetto è passato a una licenza BSD a 2 clausole.